# Julio de la Fuente Chicoséin
Julio Antonio de la Fuente Chicoséin (San Lorenzo de Cerralvo, 1905 - Ciudad de México, 1970) fue un artista gráfico, antropólogo e indigenista mexicano. A lo largo de su vida trabajó sobre diversas temáticas antropológicas, entre las que se cuentan: las relaciones entre etnias, la educación indígena y aplicación de la antropología. Sus trabajos los realizó dentro del ámbito del Instituto Nacional Indigenista de México.

## Biografía
Luego de abandonar sus incipientes estudios de Química en la Universidad, trabajó en una fábrica por un tiempo. En 1928 viajó a Nueva York siendo militante de una liga antiimperialista. En Nueva York se empleó como ilustrador, pintor y traductor, regresando a México cuando la crisis se desata en Estados Unidos.
Inicialmente su formación antropológica estuvo influenciada por especialistas norteamericanos que estudiaban los procesos de cambio social que experimentaba México producto de la revolución social. En este sentido se enmarca el trabajo que realiza sobre los zapotecos de Yalálag.
Formó parte de la Liga de Escritores y Artistas Revolucionarios, movimiento creado en 1934 alentado por los ideales de la Revolución Mexicana que propugnaba modificar la forma de producir arte, en pos de una sociedad más justa. 
Julio de la Fuente fue un prolífico fotógrafo que produjo un legado de más de 2000 fotografías tomadas entre fines de la década de 1940 y comienzos de la década de 1950. En su gran mayoría captan la vida de los zapotecas de Yalálag.

## Obras
- De la Fuente, Julio (1949). Yalálag. Una villa zapoteca serrana. México, Museo Nacional de Antropología, INAH, Secretaría de Educación Pública.
- De la Fuente, Julio (1989). Relaciones interétnicas. México, INI, CONACULTA.
- De la Fuente, Julio (1947). Los zapotecos de Choapan, Oaxaca
- De la Fuente, Julio (1964). Educación, antropología y desarrollo de la comunidad